# The Last Waltz
The Last Waltz er en amerikansk musikfilm, der skildrer den sidste koncert, som The Band gav. Filmen er instrueret af Martin Scorsese, og den blev indspillet 25. november 1976 i Winterland Ballroom i San Francisco. Den blev udsendt som dokumentarfilm i 1978 og er siden blevet rost som en af de bedste koncertfilm, der nogensinde er skabt.

## Baggrund
Ideen om The Bands farvelkoncert opstod i begyndelsen af 1976, da Richard Manuel var blevet hårdt såret i en bådulykke. Robbie Robertson begyndte efter dette at overveje, om The Band skulle stoppe med koncerterne og gå over til udelukkende at blive et studieorkester i lighed med The Beatles' beslutning i 1966. 
Resten af orkesteret var dog ikke enige med Robertson, men koncerten blev alligevel planlagt til Winterland Ballroom. I første omgang var det meningen, at The Band skulle spille alene, men da man fik ideen med at invitere Ronnie Hawkins og Bob Dylan, greb det om sig, og der endte med at være en lang række gæstemusikere.

## Synopsis
Efter en indledende tekst med opfordringen: "This film should be played loud!" ("Denne film bør spilles med høj volumen!") får man koncertens sidste nummer, "Don't Do It", inden der springes tilbage i tiden til koncertens indledning. Derpå følger filmen koncerten nogenlunde kronologisk, idet der dog mellem numrene indskydes stumper af studieoptagelser og interviews med gruppens medlemmer. Instruktøren, Martin Scorsese, får i samtalerne med gruppens medlemmer dem til at mindes deres karriere med små anekdoter. En rød tråd i samtalerne er, at koncerten markerer slutningen af en epoke for gruppen.

## Numrene i filmen og koncerten
| Filmens rækkefølge                                             | Filmens rækkefølge | Koncertens rækkefølge                 | Koncertens rækkefølge     |
| Sangtitel                                                      | Kunstner | Sangtitel                             | Kunstner                  |
| -------------------------------------------------------------- | --- | ------------------------------------- | ------------------------- |
| "Don't Do It"                                                  | The Band | "Up on Cripple Creek"                 | The Band                  |
| "Theme from The Last Waltz"                                    | The Band | "The Shape I'm In"                    | The Band                  |
| "Up on Cripple Creek"                                          | The Band | "It Makes No Difference"              | The Band                  |
| "The Shape I'm In"                                             | The Band | "Life is a Carnival"                  | The Band                  |
| "Who Do You Love?"                                             | Ronnie Hawkins | "This Wheel's on Fire"                | The Band                  |
| "It Makes No Difference"                                       | The Band | "W.S. Walcott Medicine Show"          | The Band                  |
| Introduktion til Canterbury-fortællingerne i chaucersk dialekt | Michael McClure | "Georgia on My Mind"                  | The Band                  |
| "Such a Night"                                                 | Dr. John | "Ophelia"                             | The Band                  |
| "Helpless"                                                     | Neil Young | "King Harvest (Has Surely Come)"      | The Band                  |
| "Stage Fright"                                                 | The Band | "The Night They Drove Old Dixie Down" | The Band                  |
| "The Weight" (studieversion)                                   | The Band og The Staple Singers | "Stage Fright"                        | The Band                  |
| "The Night They Drove Old Dixie Down"                          | The Band | "Rag Mama Rag"                        | The Band                  |
| "Dry Your Eyes"                                                | Neil Diamond | "Who Do You Love?"                    | Ronnie Hawkins            |
| "Coyote"                                                       | Joni Mitchell | "Such a Night"                        | Dr. John                  |
| "Mystery Train"                                                | Paul Butterfield | "Down South in New Orleans"           | Bobby Charles og Dr. John |
| "Mannish Boy"                                                  | Muddy Waters | "Mystery Train"                       | Paul Butterfield          |
| "Further on Up the Road"                                       | Eric Clapton | "Caldonia"                            | Muddy Waters              |
| "Evangeline" (studieversion)                                   | The Band og Emmylou Harris | "Mannish Boy"                         | Muddy Waters              |
| "Genetic Method"/"Chest Fever"                                 | Garth Hudson | "All Our Past Times"                  | Eric Clapton              |
| "Ophelia"                                                      | The Band | "Further on Up the Road"              | Eric Clapton              |
| "Caravan"                                                      | Van Morrison | "Helpless"                            | Neil Young                |
| "Loud Prayer"                                                  | Lawrence Ferlinghetti | "Four Strong Winds"                   | Neil Young                |
| "Forever Young"                                                | Bob Dylan | "Coyote"                              | Joni Mitchell             |
| "Baby Let Me Follow You Down"                                  | Bob Dylan | "Shadows and Light"                   | Joni Mitchell             |
| "I Shall Be Released"                                          | The Band og gæster plus Ronnie Wood og Ringo Starr                                                                                       | "Furry Sings the Blues"               | Joni Mitchell             |
|                                                                | |                                       |                           |
| "Dry Your Eyes"                                                | Neil Diamond |                                       |                           |
| "Tura Lura Lural (That's an Irish Lullaby)"                    | Van Morrison |                                       |                           |
| "Caravan"                                                      | Van Morrison |                                       |                           |
| "Acadian Driftwood"                                            | The Band, Neil Young og Joni Mitchell |                                       |                           |
| "Genetic Method"/"Chest Fever"                                 | The Band |                                       |                           |
| "The Last Waltz Suite: Evangeline" (koncertversion)            | The Band |                                       |                           |
| "The Weight" (koncertversion)                                  | The Band |                                       |                           |
| "Baby Let Me Follow You Down"                                  | Bob Dylan |                                       |                           |
| "Hazel"                                                        | Bob Dylan |                                       |                           |
| "I Don't Believe You"                                          | Bob Dylan |                                       |                           |
| "Forever Young"                                                | Bob Dylan |                                       |                           |
| "Baby Let Me Follow You Down" (reprise)                        | Bob Dylan |                                       |                           |
| "I Shall Be Released                                           | The Band og gæster plus Ronnie Wood og Ringo Starr                                                                                       |                                       |                           |
| "Jam #1"                                                       | Neil Young, Ronnie Wood, Eric Clapton, Robbie Robertson, Paul Butterfield, Dr. John, Garth Hudson, Rick Danko, Ringo Starr og Levon Helm |                                       |                           |
| "Jam #2"                                                       | Neil Young, Ronnie Wood, Eric Clapton, Stephen Stills, Paul Butterfield, Dr. John, Garth Hudson, Carl Radle, Ringo Starr og Levon Helm   |                                       |                           |
| "Don't Do It"                                                  | The Band |                                       |                           |